# Benedetto Bembo
 (juillet 2025).
Pour les articles homonymes, voir Bembo et Famille Bembo.
Benedetto Bembo, né à Brescia (Lombardie), est  un peintre italien du XVe siècle qui a été actif entre 1462 et 1489.

## Biographie
Il est le frère de Bonifacio Bembo et l'oncle de Giovanni Francesco Bembo, tous les deux peintres. Il a travaillé à l'atelier des Bembo à Crémone.

## Œuvres

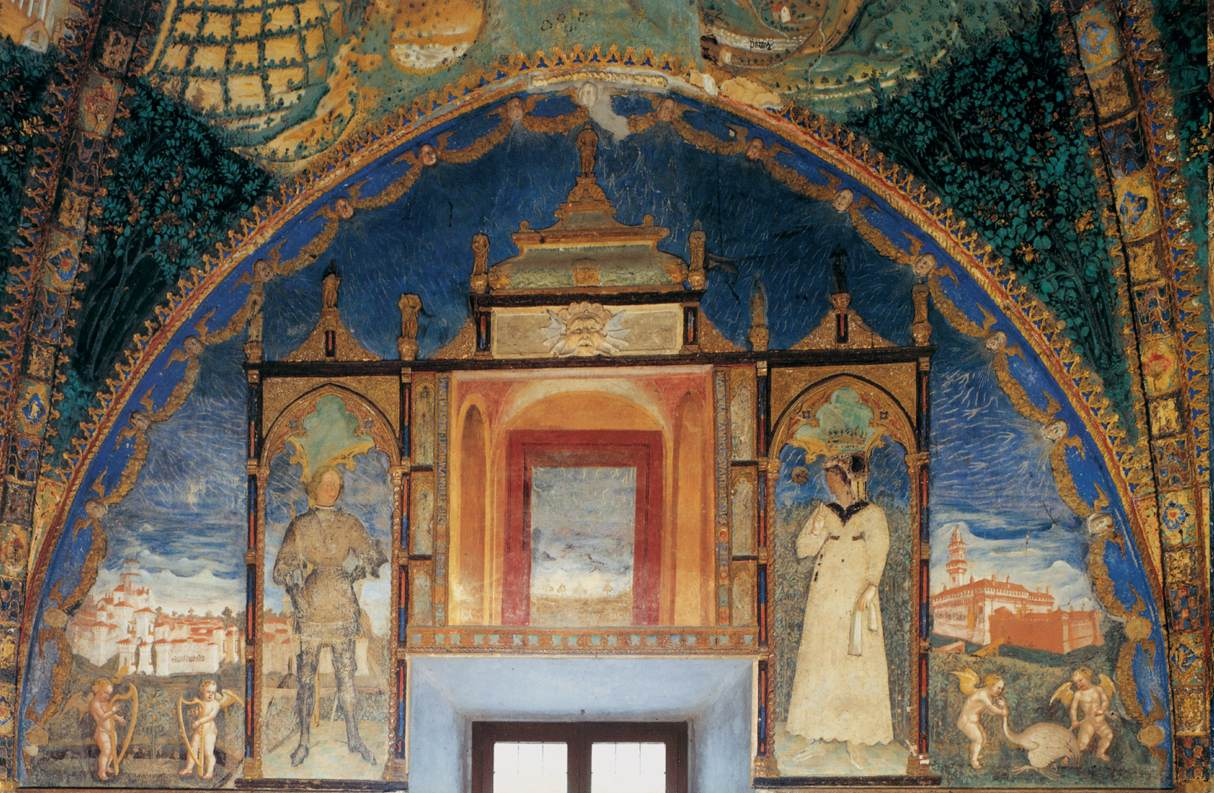
Fresques dans la Camera d'oro du château de Torrechiara représentant Pier Maria Rossi et Bianca Pellegrini.

- Fresques de la Camera d'oro château de Torrechiara, Parme.
- Polyptyque de la Vierge à l'Enfant, Castello Sforzesco, Milan.
- Fresques de la chapelle du château de Monticelli d'Ongina (avec Bonifacio).